# Demetri de Magnèsia
Demetri de Magnèsia, en llatí Demetrius, en grec antic Δημητριος, fou un gramàtic grec contemporani de Ciceró i de Tit Pomponi Àtic.
A la correspondència entre Ciceró i Àtic, Ciceró parla d'un llibre, περί ῾ομονοιας (Sobre la concòrdia), que Demetri havia deixat a Àtic i que volia llegir.
Es coneix una segona obra seva, a la que es fa referència sovint per part de diversos autors, Περί ῾ομωνύμων τοιητῶν καί συγγραφέων. Era una obra de caràcter històric i filològic que parlava de poetes i altres escriptors que portaven el mateix nom, obra molt important, que contenia la vida dels personatges que tractava i un comentari crític dels seus mèrits. En parlen o l'utilitzen entre d'altres, Diògenes Laerci, Ateneu de Nàucratis, Plutarc i Valeri Harpocració.